# Laika (raça)

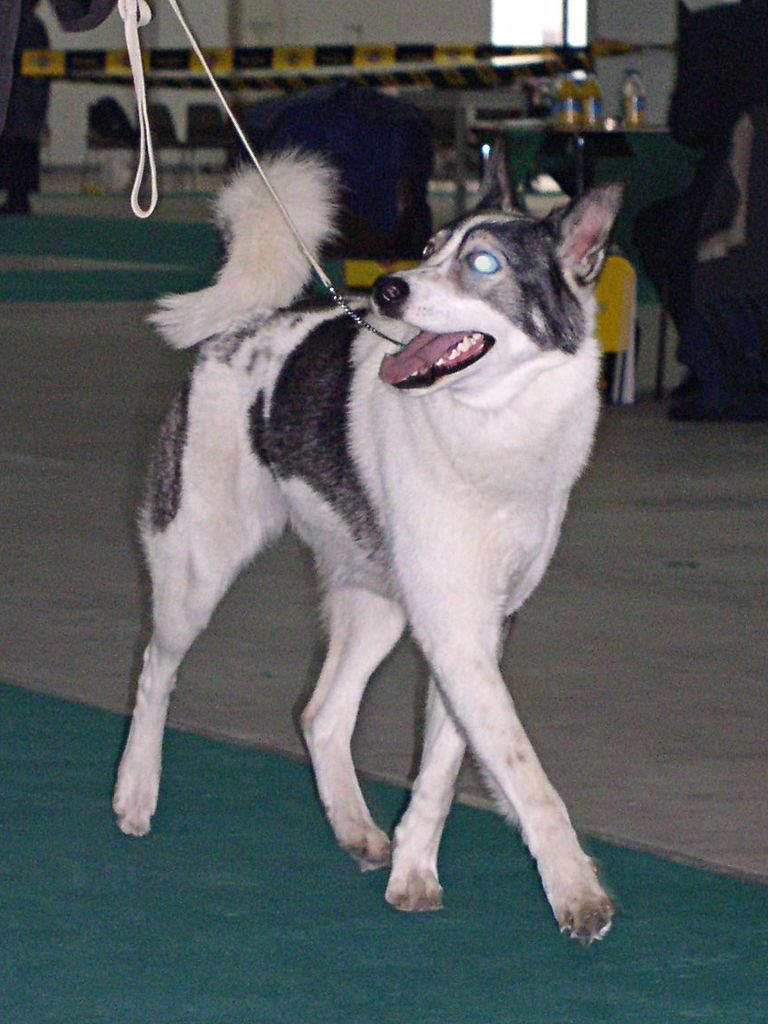
Laika da Sibéria Oriental em uma exibição canina na Polonia

Laika (em russo: Лайка), ou Laica, é um tipo de cães que engloba várias raças de cães de caça do norte da Rússia e Sibéria, entre as quais algumas são Laika-da-sibéria-ocidental, Laika-da-iacútia, Laika-da-sibéria-oriental, Laika-da-carélia e Laika russo-europeu. 
Laika é também o nome de uma cadela SRD que vivia solta nas ruas de Moscou e que foi o primeiro ser vivo a ser enviado ao espaço em 1957, e também o primeiro a morrer em órbita.